# Макруроцитус
Макруроцитус (лат. Macrurocyttus acanthopodus) — вид лучепёрых рыб из семейства граммиколепидовых (Grammicolepididae). Является единственным представителем рода Macrurocyttus. Распространены в западной части Тихого океана.

## Описание
Тело овальной формы, сильно сжато с боков, чешуи нет. Профиль тела перед спинным плавником немного вогнутый. Голова большая, её длина составляет около половины стандартной длины тела. Глаза большие, их диаметр превышает длину рыла. Межглазничный промежуток узкий, с двумя рядами шипов. Перед глазами имеются непарные большие поры. Рыло короткое, в 4—5 раз короче длины головы. Рот среднего размера, многочисленные мелкие зубы конической формы расположены в один ряд на каждой челюсти. На нёбе и сошнике зубов нет. Челюсти покрыты тонкой кожистой оболочкой. В спинном плавнике пять колючих и 27 мягких лучей, вторая колючка удлинённая с зазубренными краями. Между колючей и мягкой частями спинного плавника имеется заметная выемка. В анальном плавнике 22 мягких луча, колючих лучей нет. Грудные плавники небольшие, овальной формы, с 15 мягкими лучами, расположены на уровне нижнего края глаз. Брюшные плавники сильные, с одной колючкой и двумя небольшими мягкими лучами. Начинаются перед началом спинного плавника и до грудных плавников, достигают начала анального плавника. Передний край зазубренный. Хвостовой плавник усечённый. Позвонков 37—46.

## Ареал
Распространены в западной части Тихого океана у Филиппин и Австралии, а также в Коралловом море. Обитают на континентальном склоне на глубине 990—1188 м.